# Scott B. Smith
Scott B. Smith (Summit, 13 luglio 1965) è uno scrittore e sceneggiatore statunitense.
È noto per avere pubblicato due romanzi, Un piano semplice e Rovine, da cui sono state tratte due versioni cinematografiche con Soldi sporchi e Rovine.

## Biografia
Smith è nato a Summit, nel New Jersey, ma si è trasferito a Toledo, in Ohio, quand'era bambino. Dopo aver iniziato a studiare al Dartmouth College, e aver ottenuto la laurea in Scrittura alla Columbia University, ha iniziato a scrivere e ha pubblicato il suo primo romanzo, Un piano semplice (A Simple Plan).
Per quanto riguarda il suo secondo romanzo, Rovine (The Ruins), Stephen King lo ha definito "il miglior romanzo horror del nuovo secolo".

## Romanzi
- Un piano semplice (A Simple Plan) (1993)
- Rovine (The Ruins), Milano, Rizzoli, 2007 (ISBN 8817015245)

## Filmografia
- Soldi sporchi (A Simple Plan), regia di Sam Raimi (1998)
- Rovine (The Ruins), regia di Carter Smith (2008)
- Siberia, regia di Matthew Ross (2018)
- La tela dell'inganno (The Burnt Orange Heresy), regia di Giuseppe Capotondi (2019)
- Inverso - The Peripheral (The Peripheral) – serie TV, 8 episodi (2022)